# Mathilde van Quedlinburg
Mathilde van Quedlinburg (begin 955 - 7 of 8 februari 999) was van 966 tot aan haar dood de eerste abdis van de abdij van Quedlinburg. Met name in het bisdom Magdeburg wordt zij als zalige vereerd.
Mathilde was een dochter van keizer Otto de Grote, een zuster van Otto II en een tante van Otto III. Zij werd vernoemd naar haar grootmoeder Mathilde van Ringelheim. Haar moeder was Adelheid van Bourgondië, de dochter van de Bourgondische koning Rudolf II. Op elfjarige leeftijd werd ze in 966 in aanwezigheid van alle aartsbisschoppen en bisschoppen van het Heilig Roomse Rijk tot abdis van Quedlinburg gewijd. Paus Johannes XIII bevestigde deze consecratie in april 967. 
Tijdens haar ambtstermijn werd Quedlinburg sterk begunstigd door haar broer Otto II en haar neef Otto III. Quedlinburg groeide uit tot een belangrijk centrum van het rijk van de Ottonen. In het jaar 994 kreeg zij van de koning (en latere keizer) Otto III het recht op muntslag en het voorrecht om in Quedlinburg markten te houden en tol te heffen. Mathilde was een van de machtigste vrouwen van het rijk en voerde tijdens het verblijf in Italië van haar neef Otto III van 997 tot 999 (het jaar van haar dood) het regentschap over Duitsland. 
De kronikeur Widukind van Corvey droeg zijn Geschiedenis van Saksen aan haar op.
Na haar dood werd zij bijgezet in de stichtskerk van Quedlinburg. Ze werd opgevolgd door haar nicht Adelheid I van Quedlinburg.